# Rat für Migration
Der Rat für Migration e. V. (Abkürzung RfM) ist ein bundesweiter Zusammenschluss von ungefähr 200 Wissenschaftlern im deutschsprachigen Raum, die sich mit Fragen von Migration und Integration beschäftigen, in der Rechtsform eines gemeinnützigen eingetragenen Vereins. Der RfM wurde im Jahr 1997 von einigen der Wissenschaftler initiiert, die drei Jahre zuvor mit dem „Manifest der 60“ eine breite Diskussion zur Zuwanderungs- und Integrationspolitik angestoßen hatten.

## Tätigkeit
Der Rat für Migration sieht seine zentrale Aufgabe in einer öffentlich kritischen Begleitung der Politik in Fragen von Migration und Integration. Seit seiner Gründung setzt er sich mit seinen Publikationen, Auftritten in der Öffentlichkeit und Stellungnahmen in den Medien für eine differenzierte, demokratische und weitsichtige politische Gestaltung von Migration und Integration ein.
Bekannt ist der Rat bei vielen Fachleuten durch den von 2000 bis 2010 zweijährlich herausgebrachten Migrationsreport, mit Beiträgen von Wissenschaftlern zu aktuellen Fragen von Migration, Integration und Minderheiten und der Übersicht „Migration und Integration in Deutschland. Chronologie der Ereignisse und Debatten“. Zusätzlich brachte der Rat für Migration bis 2008 die Reihe „Politische Essays zu Migration und Integration“ heraus.
Darüber hinaus begleitet er durch weitere Publikationen, Interviews und Beiträge die öffentliche Diskussion.
Hinzu kommen Tagungen und Workshops. So veranstaltet der Rat unter anderem seit 2013 eine jährliche Fachtagung in Kooperation mit der Akademie des Jüdischen Museums Berlin.
Seit 2012 ist der Rat für Migration Projektträger des Mediendienst Integration, eines Informationsprojekts für Medienschaffende zu den Themenfeldern Migration, Integration und Asyl.

## Geschichte
Seinen Ursprung hat der Rat für Migration in einer Gruppe von Wissenschaftlern, die 1994 das „Manifest der 60: Deutschland und die Einwanderung“ verfasst haben, welches der Migrationsforscher und Historiker Klaus J. Bade herausgegeben hatte.
Die Forscher wandten sich mit dieser Schrift gegen den lange in Deutschland vertretenen Standpunkt „Deutschland ist kein Einwanderungsland“. Sie warfen der Politik vor, sich mit diesem Standpunkt den Aufgaben zu verschließen, die sich aus der faktisch stattfindenden Zuwanderung und der dauerhaften Niederlassung ergaben. Es müsse, so betonten sie, eine ernsthafte Auseinandersetzung über die Erfordernisse einer angemessenen deutschen Zuwanderungs- und Integrationspolitik stattfinden. Diese Haltung drückt sich in der Einleitung des Manifests aus:
„Kurzfristig mag es wichtigere Probleme geben als Migration, Integration und Minderheiten. Aber Deutschlands Zukunft hängt auch von einer Migrations- und Integrationspolitik mit Vernunft und Augenmaß ab. Den Rahmen für eine solche Politik abzustecken, ihre Ziele und Inhalte exemplarisch zu umreißen, ist Zweck des Manifests. Es enthält Diagnosen, Thesen und Vorschläge, aber keine Patentrezepte. Es versteht sich als Anstoß einer in Deutschland längst überfälligen Debatte.“
Der Aufruf war motiviert von der Sorge über die wachsende Fremdenfeindlichkeit und damit in Zusammenhang stehenden gewalttätigen Ausschreitungen gegen Ausländer, welche die Forscher unter anderem auf die unzureichende politische Gestaltung von Zuwanderung und Integration in der Bundesrepublik zurückführten.
Das Manifest hatte in der Debatte über Migration und Integration in Deutschland Akzente gesetzt und stieß die Diskussion in Politik, Medien und Wissenschaft mit an. Der – nach Meinung der Forscher – seit Jahren überfällige Diskussionsprozess war angestoßen, die Notwendigkeit einer bewussten Gestaltung von Zuwanderungs- und Eingliederungspolitik war im öffentlichen Bewusstsein verankert. 1997 entschloss ein Kern der Wissenschaftlergruppe, dass dieser Prozess auch nachhaltig kritisch begleitet werden müsse und entschied, sich im Rat für Migration zusammenzuschließen.
Am 7. Juli 1998 präsentierte sich der Rat für Migration im Wissenschaftszentrum des Stifterverbandes für die Deutsche Wissenschaft in Bonn der Öffentlichkeit. Das formulierte Ziel war, dass der Rat sich aus Wissenschaftlerinnen und Wissenschaftlern zusammensetzt, die über interdisziplinäre und internationale Verbindungen verfügen und so ein Netzwerk bilden, das alle Bereiche von Fragen der Zuwanderung, Integration und Minderheiten abdeckt. Der Rat für Migration sollte als Ansprechpartner für Politik, Justiz, Verwaltung, aber auch andere Interessierte und Betroffene dienen. Leitgedanke der Gründungsgruppe war, Politik kritisch zu begleiten und in Fragen von Migration und Integration kompetent zu informieren. In der Gründungsphase wurde der Rat vom Arbeitsrechtler Michael Wollenschläger geleitet, die Deutsche UNESCO-Kommission übernahm die Schirmherrschaft.
1998 formulierte der Rat in seinen ersten Empfehlungen Anforderungen an eine zukünftige Migrations- und Integrationspolitik der Bundesregierung: Eine gezielte Steuerung und Gestaltung der Zuwanderung, eine Reform des Staatsangehörigkeitsrechts, Förderung der Integration und eine Abkehr von der Praxis, Ausländer nur unter sicherheitspolitischem Aspekt zu betrachten. Diese Forderungen fanden zum Beispiel Eingang in den 6. Familienbericht der Bundesregierung „Familien ausländischer Herkunft – Leistungen – Belastungen – Herausforderungen“, der Mitte 2000 freigegeben wurde.
Im Sommer 2000 konstituierte sich der Rat für Migration als eingetragene gemeinnützige Vereinigung neu. Am 27./28. Juni 2001 trafen sich die Mitglieder in Berlin zu ihrer ersten Versammlung, der ein von Klaus J. Bade konzipierter Workshop zum Thema „Integration und Illegalität“ vorausging. Zum ersten Vorsitzenden des neuen Rates wurde der Politologe Dieter Oberndörfer gewählt, zu seinem Stellvertreter Klaus J. Bade. Als Vereinssitz wurde Freiburg im Breisgau festgelegt.
Am 1. Oktober 2013 wurde ein Offener Brief des Rates für Migration an die neue Bundesregierung und die politischen Parteien im Deutschen Bundestag veröffentlicht, der eine Neuordnung der Migrations- und Integrationsbelange auf der Bundesebene forderte, für umfassende und langfristig ausgerichtete gesellschaftspolitische Gestaltungsperspektiven.
Im Vorlauf zur Bundestagswahl 2017 kritisierten die Aktivisten einen flüchtlingsfeindlichen Tenor des Wahlkampfes und bemängelten auch die im Zuge der Flüchtlingskrise in Europa eingeführten Beschränkungen, darunter ausdrücklich die in Deutschland verabschiedeten Asylpakete I und II.

## Struktur
Der Rat für Migration setzt sich aus rund 200 Wissenschaftlern und Wissenschaftlerinnen aus verschiedenen Fachrichtungen zusammen.

### Vorstand
Der aktuelle Vorstand wird gebildet durch:
- den Vorsitzenden, den Soziologen Vassilis Tsianos (Kiel)
- die Schriftführerin, die Stadtforscherin Noa K. Ha (Berlin)
- den Schatzmeister, den Stadtsoziologen Sebastian Kurtenbach (Münster)
- die Kulturanthropologin und Ethnologin Sabine Hess (Göttingen)
- die Erziehungswissenschaftlerin Meltem Kulaçatan (Oldenburg)

Bis November 2021 bestand der Vorstand aus:
- der Vorsitzenden, der Bildungswissenschaftlerin Yasemin Karakaşoğlu (Bremen)
- dem Schriftführer, dem Pädagogen Paul Mecheril (Bielefeld)
- der Schatzmeisterin, der Islamwissenschaftlerin Riem Spielhaus (Göttingen)
- der Kulturanthropologin und Ethnologin Sabine Hess (Göttingen)
- dem Historiker Jochen Oltmer (Osnabrück)

Bis Oktober 2018 bestand der Vorstand aus:
- dem Vorsitzenden, dem Ethnologen Werner Schiffauer (Frankfurt/Oder)
- der Schriftführerin, der Sozialwissenschaftlerin Naika Foroutan (Berlin)
- der Schatzmeisterin, der Islamwissenschaftlerin Riem Spielhaus (Göttingen)
- dem Sozialgeographen Andreas Pott (Osnabrück)
- dem Sozialpsychologen Andreas Zick (Bielefeld)

2008 bestand der Vorstand aus:
- Michael Bommes (Universität Osnabrück, Soziologie) (Vorsitz)
- Dieter Oberndörfer (Universität Freiburg, Politikwissenschaft)
- Klaus J. Bade (Universität Osnabrück, Geschichtswissenschaft)
- Berndt Ostendorf (Universität München, Nordamerika Studien)
- Marianne Krüger-Potratz (Universität Münster, Erziehungswissenschaft)
- Max Matter (Universität Freiburg, Volkskunde)

### Mitglieder
bekannte Mitglieder sind:
- Iman Attia
- Sandra Bucerius
- Klaus J. Bade (Ehrenmitglied)
- Jürgen Bast
- Rauf Ceylan
- Aladin El-Mafaalani
- Thomas Geier
- Rainer Geißler
- Ingrid Gogolin
- Kien Nghi Ha
- Kai Hafez
- Theodor Hanf
- Friedrich Heckmann
- Volker Heins
- Dirk Hoerder
- Yasemin Karakaşoğlu
- Wolfgang Kaschuba
- Silja Klepp
- Christine Langenfeld
- Klaus Laubenthal
- Claus Leggewie
- Rudolf Leiprecht
- Ilse Lenz
- Helma Lutz
- Max Matter
- Paul Mecheril
- Karl-Heinz Meier-Braun
- Franz Nuscheler
- Dieter Oberndörfer (Ehrenmitglied)
- Christian Petry (Ehrenmitglied)
- Horst Pöttker
- Ludger Pries
- Frank-Olaf Radtke
- Albert Scherr
- Yasemin Shooman
- Riem Spielhaus
- Arata Takeda
- Alexander Thomas
- Annette Treibel
- Bülent Uçar
- Astrid Wallrabenstein
- Reinhold Weber
- Heike Wiese
- Erol Yıldız
- Andreas Zick
- Jürgen Zimmerer

bereits verstorbene Mitglieder sind:
- Michael Bommes
- Herbert Dittgen
- Els Oksaar
- Gernot Rotter
- Michael Wollenschläger

## Publikationen
- Max Matter: Nirgendwo erwünscht. Zur Armutsmigration aus Zentral- und Südosteuropa in die Länder der EU-15 unter besonderer Berücksichtigung von Angehörigen der Roma-Minderheiten Roma in Deutschland: Nirgendwo erwünscht?! (2015) aus der Reihe Rat für Migration, ISBN 978-3-7344-0021-6.
- Rat für Migration e. V. (Hrsg.): Tagungsdokumentation 2014 zur ersten Fachtagung des Rates für Migration in Zusammenarbeit mit dem Jüdischen Museum in Berlin
- Marianne Krüger-Potratz / Werner Schiffauer (Hrsg.): Migrationsreport 2010: Fakten – Analysen – Perspektiven, ISBN 978-3-593-39270-7
- Michael Bommes / Marianne Krüger-Potratz (Hrsg.): Migrationsreport 2008: Fakten – Analysen – Perspektiven, ISBN 3-593-38778-6
- Michael Bommes / Werner Schiffauer (Hrsg.): Migrationsreport 2006. Fakten – Analysen – Perspektiven, ISBN 978-3-593-38176-3.
- Jörg Alt / Michael Bommes (Hrsg.): Illegalität: Grenzen und Möglichkeiten der Migrationspolitik, ISBN 3-531-14834-6.
- Klaus J. Bade, Michael Bommes und Rainer Münz (Hrsg.): Migrationsreport 2004. Fakten – Analysen – Perspektiven, ISBN 3-593-37478-1.
- Klaus J. Bade / Michael Bommes (Hrsg.): IMIS-Beigräge 23/2004: Migration – Integration – Bildung. Grundfragen und Problembereiche, ISSN 0949-4723.
- Klaus J. Bade / Rainer Münz (Hrsg.): Migrationsreport 2002. Fakten – Analysen – Perspektiven, ISBN 3-593-37005-0.
- Klaus J. Bade / Rainer Münz (Hrsg.): Migrationsreport 2000. Fakten – Analysen – Perspektiven, ISBN 3-593-36328-3.
- Klaus J. Bade (Hrsg.): Integration und Illegalität in Deutschland, ISBN 3-9803401-1-2.